# Illit

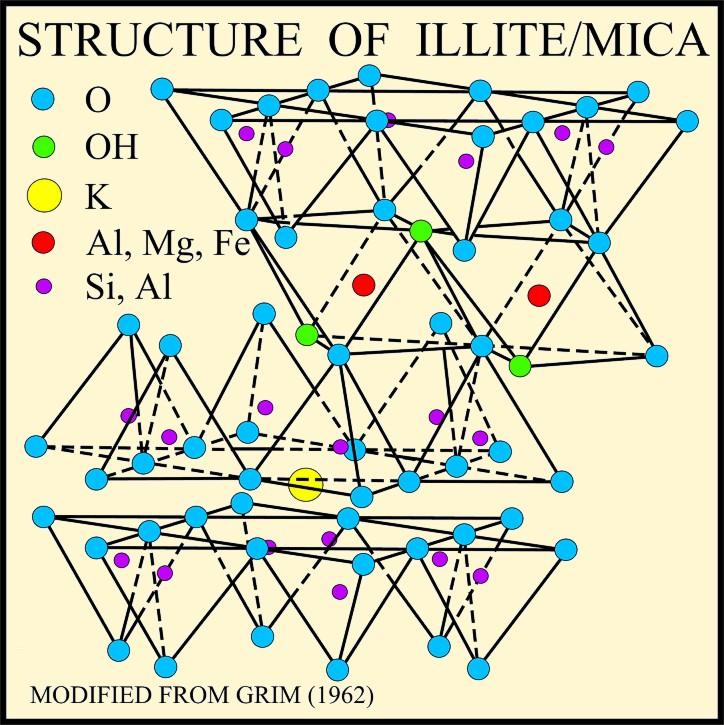
Struktura illitu

Illit – minerał z gromady krzemianów, zaliczany do minerałów ilastych. Jest minerałem bardzo pospolitym i wyjątkowo szeroko rozpowszechnionym na całym świecie. Szczególnie duże nagromadzenia występują na dnach oceanów. Nazwa pochodzi od stanu Illinois w Stanach Zjednoczonych, gdzie minerał ten stanowi jeden z głównych składników gleb.

## Właściwości
Tworzy bardzo drobne kryształy o pokroju łuseczkowym, rzadko widoczne „gołym” okiem. Jest miękki, przezroczysty, o charakterystycznym srebrzystym połysku. Niemal zawsze zawiera domieszki żelaza. Wykazuje własności zbliżone do muskowitu, od którego jest makroskopowo nieodróżnialny. Powstaje wskutek degradacji muskowitu. Najpospolitszy minerał ilasty należący do hydromik (łyszczyk podobny do muskowitu).

## Występowanie
Pospolity składnik skał osadowych (kaolinów, glin kaolinowych, iłów, mułowców, margli, wapieni, łupków). Stanowi produkt wietrzenia skaleni; najczęściej występujący składnik zwietrzelin i łupków ilastych.

## Zastosowanie
Surowiec dla przemysłu ceramicznego, budowlanego, papierniczego.